# R. Steven Notley
R. Steven Notley (vollständig: Richard Steven Notley; * um 1955 in Oklahoma, Vereinigte Staaten) ist ein US-amerikanischer Religionswissenschaftler und Hochschullehrer.

## Leben
Notley wuchs in verschiedenen Städten in Oklahoma auf.
Seine Eltern waren Lehrer.
1967 zogen sie nach Tulsa.
Notley schloss 1973 die Nathan Hale High School ab und 1977 die Oral Roberts University.
Er machte seinen Abschluss auf dem Gebiet des Griechischen Neuen Testaments.
1979 erlangte er einen Master in Biblischer Literatur.
1983 beschloss er nach Israel zu gehen mit der Absicht, für zwei Jahre dort zu bleiben.
Aus den beabsichtigten zwei Jahren wurden 16 Jahre.
2001 kehrte er zurück in die USA nach New York City.
Notley studierte an der Hebräische Universität Jerusalem bei David Flusser Religionswissenschaft.
Dort promovierte er 1993 bei David Flusser auf dem Gebiet der Vergleichenden Religionswissenschaft mit einer Arbeit zum Thema The Concept of the Holy Spirit in Jewish Literature of the Second Commonwealth and Pre-Pauline Christianity.
Notley lebte 16 Jahre in Israel.
Er leitete Reisen und Feldstudien von Studenten und Laien in Israel, Griechenland und in der Türkei.
Von 1996 bis 2001 war er Gründungs-Vorsitzender der Abteilung Neutestamentliche Studien am Jerusalem University College.
Notley war Mitglied und Direktor der Jerusalem School of Synoptic Research.
Seit 2001 ist Notley Professor für Neues Testament, Biblische Studien und Ursprünge des Christentums am Nyack College in New York City.
Er leitet das Graduierten-Programm für antikes Judentum und Ursprünge des Christentums.

## Forschungsinteressen
Notley arbeitet auf den Gebieten der Historischen Geographie, des antiken Judentums und der Ursprünge des Christentums.
Notley erforschte die Ursprünge des Christentums auf ausgedehnten Reisen durch Ägypten, die südliche Levante, Griechenland und Rom.
Zusammen mit Ze'ev Safrai von der Bar-Ilan-Universität übersetzt er eine Sammlung von frühen rabbinischen Parabeln.
Diese bilden einen literarischen und religiösen Kontext für die Gleichnisse Jesu.

### Bethsaida, El-Araj
Seit 2016 ist Notley der akademische Leiter des El-Araj-Ausgrabungsprojektes.
Dieses Projekt sucht nach Bethsaida-Julias aus dem ersten Jahrhundert, der verlorenen Stadt der Apostel.
Es nimmt El Araj hebräisch אלערג' (auch: Beit ha-Bek hebräisch בית הבק) als den Ort an, wo sich Bethsaida hebräisch בית צידה befand.
Zur Lage von Bethsaida-Julias gibt es verschiedene Hypothesen, die kontrovers diskutiert werden:
- Et-Tell hebräisch א-תל ⊙[10]
- El-Araj⊙[11]
- eine weitere Hypothese nimmt die Existenz von zwei verschiedenen Orten Bethsaida an.[12]

## Familie
Notley ist verheiratet und hat vier Kinder.

## Bücher
- Jerusalem: City of the Great King, Carta Jerusalem; Revised, 2016, ISBN 978-965-220-866-8
- In the Master's Steps: The Gospels in the Land, Carta Jerusalem, 2015, ISBN 978-965-220-851-4
- Teaching History & Historical Geography of Bible Lands: A Syllabus zusammen mit Anson Frank Rainey, CARTA; 2. Edition, 2015, ISBN 978-965-220-821-7
- Understanding the Life of Jesus: An Introductory Atlas, Carta Jerusalem; Revised, 2016, ISBN 978-965-220-873-6
- Carta's New Century Handbook and Atlas of the Bible zusammen mit Anson Frank Rainey, CARTA; Illustrated Edition, 2015, ISBN 978-965-220-703-6
- Parables of the Sages zusammen mit Ze'ev Safrai, Carta Jerusalem; Annotated edition, 2015, ISBN 978-965-220-829-3
- The Sacred Bridge: Carta's Atlas of the Biblical World zusammen mit Anson Frank Rainey, CARTA; Enhanced Edition, 2015, ISBN 978-965-220-849-1
- The Carta Bible Atlas zusammen mit Yohanan Aharoni, Michael Avi-Yonah, Anson Frank Rainey, Ze'ev Safrai, Carta Jerusalem, 2011, ISBN 978-965-220-814-9
- The Sage from Galilee: Rediscovering Jesus' Genius zusammen mit David Flusser, James H. Charlesworth, Eerdmans, 2007, ISBN 978-0-8028-2587-2
- Eusebius, Onomasticon: The Place Names Of Divine Scripture (Jewish and Christian Perspectives) zusammen mit Ze'ev Safrai, Brill, 2004, ISBN 978-0-391-04217-9
- Jesus zusammen mit David Flusser, Magnes Press, 2001, ISBN 978-965-223-978-5
- Holyland The Biblical Weekly Planner 2000, Eler Ltd., 1999, ISBN 978-965-7148-00-6
- Reimagining the Parables of Jesus, ISBN 978-965-220-890-3

### Als Herausgeber
- The Language Environment of First Century Judaea: Jerusalem Studies in the Synoptic Gospels, Volume Two (Jewish and Christian Perspectives) zusammen mit Randall Buth,  Brill, 2014, ISBN 978-90-04-26340-6
- Jesus’ Last Week: Jerusalem Studies in the Synoptic Gospels — Volume One (Jewish and Christian Perspectives) zusammen mit  Marc Turnage, Brian Becker,  Brill Academic Pub, 2005, ISBN 978-90-04-14790-4

### Artikel
- Searching for Bethsaida: The Case for El-Araj, 2020 zusammen mit Mordechai Aviam in Biblical Archaeology Review 46:2, Spring 2020
- ReViews: Historical Tour of the Temple Mount Biblical Archaeology Review 42:4, July/August 2016
- Queen Helena’s Jerusalem Palace—In a Parking Lot? Biblical Archaeology Review 40:3, May/June 2014
- David Flusser (1917–2000) Bible Review 17:1, February 2001
- Anti-Jewish Tendencies in the Synoptic Gospels
- By the Finger of God
- Can Gentiles Be Saved?
- The Cross and the Jewish People
- Divorce and Remarriage in Historical Perspective
- First-century Jewish Use of Scripture: Evidence from the Life of Jesus
- “Give unto Caesar”: Jesus, the Zealots and the Imago Dei
- If Your Eye Be Single
- Jesus and the Essene Passover
- Jesus and the Son of Man
- The Jesus Who Changes People’s Lives!
- Jesus’ Command to “Hate”
- Jesus’ Jewish Command to Love
- John’s Baptism of Repentance
- Let Him Who Is Without Sin…
- Let the One Who Has Ears to Hear, “Hear!”
- The Man Who Would Be King
- Matthew 2:1-23: A Nazorean Shall Be Called
- The Sabbath Was Made for Man
- The Search for Bethsaida: Is It Over?
- The Season of Redemption
- Something Greater Than the Temple
- The Teaching of Balaam
- Who Questioned Jesus?

### Vorträge, Blogs, Rezensionen
- The Assassination of Yitzhak Rabin: What Would Jesus Say?
- Book Review: Robert Lindsey’s A Comparative Greek Concordance of the Synoptic Gospels
- The Cross: No Way Around It—for Jesus, or His Disciples
- Do Not Be Anxious
- If a Jew mistreats a Jew, does that make him anti-Semitic?
- Landmark New Work by Professor David Flusser Explores Jesus’ Jewishness
- Mark’s Account of the Cleansing of the Temple: Literary Device or Historical Fact?
- Matthew 1:1-25: In the Year of Jubilee?
- Notley Lecture: “Between the Chairs: New Testament Evidence for the Hebrew Jesus Spoke”
- Parables on the Character of God
- Pray for the Peace of Jerusalem
- Tabernacles: The Lord’s Feast
- What is the Jerusalem School’s hermeneutical criterion?